# Charles Elachi
Charles Elachi (sinh ngày 18 tháng 4 năm 1947 tại Liban) ông là giáo sư người Mỹ gốc Liban chuyên về kỹ thuật điện và khoa học hành tinh tại Viện Công nghệ California. Từ năm 2001 đến năm 2016, ông là giám đốc của Phòng thí nghiệm Động cơ phản lực và phó chủ tịch của viện công nghệ California.